# 贡维莱尔
贡维莱尔（法語：Gungwiller，发音：[guŋvilɛʁ]；德语：Gungweiler）是法国下莱茵省的一个市镇，属于萨韦尔讷区和英维莱尔县（Ingwiller）。该市镇总面积1.65平方公里，2009年时的人口为276人。

## 人口
贡维莱尔人口变化图示